# József Árpád Murmann

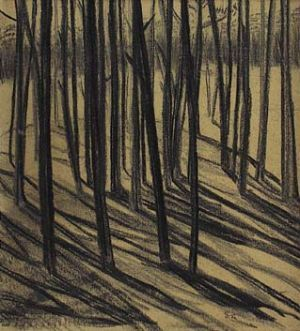
Ohne Datum

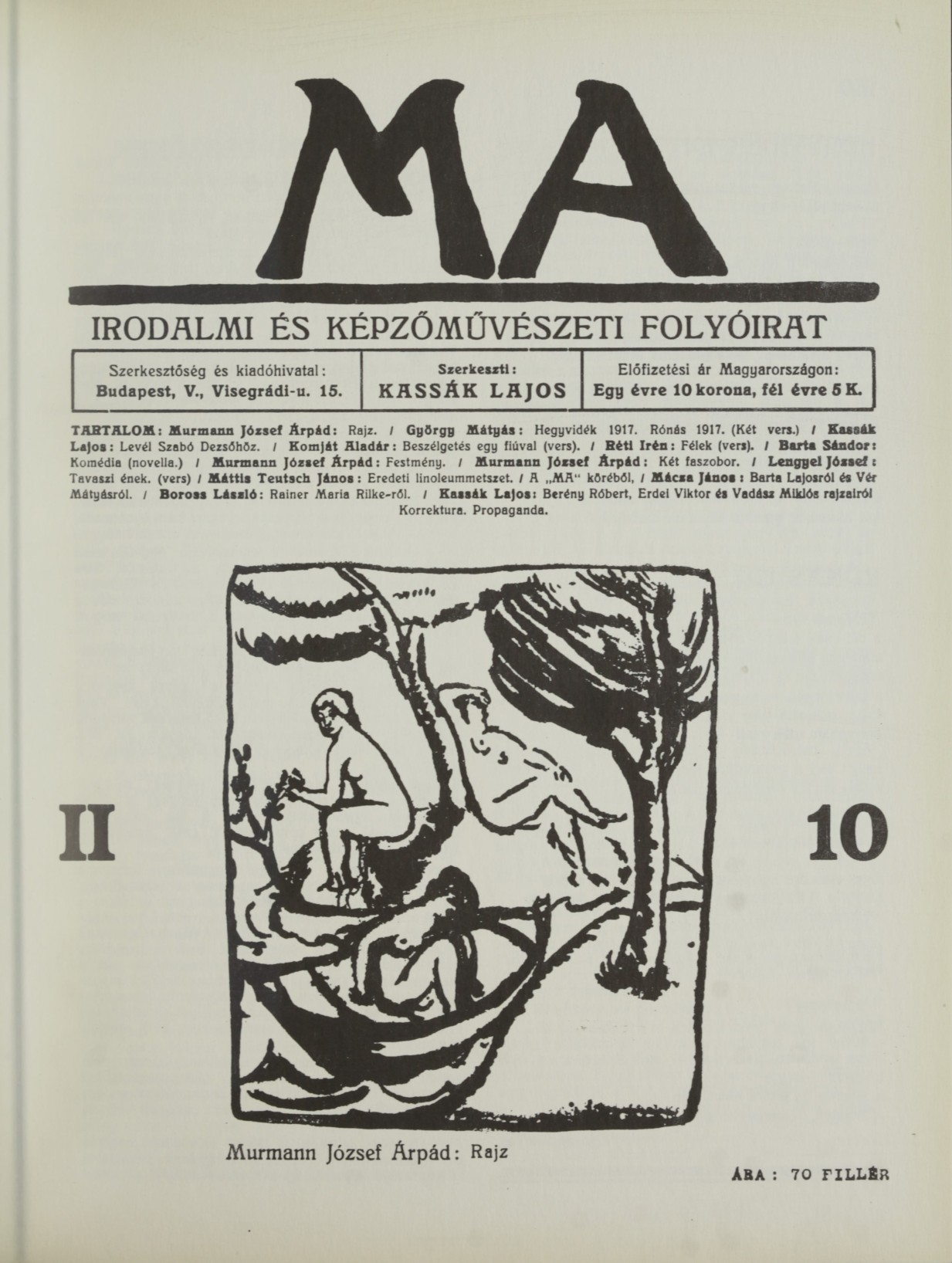
Titelseite der Zeitschrift MA (1917)

József Árpád Murmann (geboren 5. März 1889 in Pozsony, Österreich-Ungarn; gestorben 31. Dezember 1943 in London) war ein ungarischer Maler und Bildhauer.

## Leben
Murmann war der Sohn des Zimmermanns Henrik Murmann und dessen Frau Mathild (geborene Farkas). Ab 1903 studierte er Möbelbau in Wien, verlor aber 1906 bei einem Unfall die rechte Hand. In den Jahren 1908 bis 1912 studierte er trotz dieses Handicaps Bildhauerei an der Akademie der bildenden Künste in Wien bei Josef Müllner. Er ging für zwei Jahre nach Paris und wurde 1913 Mitglied der Société nationale des beaux-arts, die zu dieser Zeit von Auguste Rodin geleitet wurde. Er lebte anschließend bis 1918 in Berlin. Hier stellte er in den Jahren 1915 und 1916 einige Werke im Pavillon der Berliner Secession aus und war als Illustrateur für den Verlag von Paul Cassirer tätig, wo er unter anderem Titelblätter für Beiträge in Zeitschriften wie der Kriegszeit gestaltete. Für drei Jahre zog er mit seiner Frau Gizella und seinen beiden Söhnen Árpád und Géza nach Budapest und anschließend zurück in seine Geburtsstadt. 1921 hielt sich Murmann in New York City auf. Bilder von ihm waren unter anderem 1923 in der Ausstellung Künstler der Berliner Secession zu sehen. Neben der Bildhauerei befasste er sich mit der Malerei, gestaltete Plakate, Tapeten, Kleidung, Textilien oder schuf Keramiken. Er stellte 1927 im Brooklyn Museum of Art und im Art Center in New York aus. Er erhielt internationale Auszeichnungen, so wurden seine Textildesigns 1935 bei der Weltausstellung in Brüssel und 1937 auf der Expo in Paris ausgezeichnet. Nach dem Anschluss Österreichs im Jahr 1939 verließ Murmann Bratislava und lebte bis zu seinem Tod in London.